# Wagner-Krankheit
Die Wagner-Krankheit ist eine sehr seltene Form einer angeborenen Vitreoretinopathie, einer Augenkrankheit. Es handelt sich um eine bei Jugendlichen beginnende und fortschreitende Degeneration der Netzhaut und besonders des Glaskörpers, die zur Myopie führt.
Synonyme sind: Hyaloide-retinale Dysplasie; Vitreoretinopathie, VCAN-abhängige; vitreoretinale Degeneration; Degeneration, vitreoretinale, Typ Wagner; Wagner-Syndrom; lateinisch Degeneratio hyaloidea-retinalis herediatria
Mit der allelen Form Erosive Vitreoretinopathie (ERVR) wird die Wagner-Krankheit als VCAN-abhängige Vitreoretinopathie zusammengefasst.
Die Erstbeschreibung stammt aus dem Jahre 1938 durch den schweizerischen Augenarzt Hans Wagner (Mediziner, 1905) (1905–1989).

## Verbreitung
Die Häufigkeit ist nicht bekannt, bislang wurde über etwa 100 Betroffene berichtet. Die Vererbung erfolgt autosomal-dominant mit kompletter Penetranz, aber unterschiedlicher Expressivität.

## Ursache
Der Erkrankung liegen Mutationen im VCAN (CSPG2)-Gen auf Chromosom 5 Genort q14.2–q14.3 zugrunde, welches für das Chondroitinsulfat-Proteoglykan Versican kodiert. Eine allele Form ist die Erosive Vitreoretinopathie (ERVR).

## Klinische Erscheinungen
Klinische Kriterien sind:
- Verlust der Glaskörperstrukturen, fast leerer Glaskörper
- feine fadenartige Membranen vor der Netzhaut
- Anheftungen randständig mit möglicher Zugwirkung auf die Netzhaut
- Pigmentverschiebungen chorioretinal (in der Peripherie)
- weißliche Gefäßumrahmungen in der Peripherie
- Atrophie der Netz- und Aderhaut
- Gefäßsklerose der Aderhaut
- mäßige Myopie in der Jugend und Nachtblindheit

Als Komplikation können Katarakt (vor dem 40. Lebensjahr), Netzhautablösung (in 7 bis 50 %), sekundäres Weitwinkel-Glaukom (in 30 %) und konzentrische Gesichtsfeldeinschränkung hinzukommen.

## Diagnose
Die Diagnose ergibt sich aus der augenärztlichen Untersuchung und wird anhand einer Genuntersuchung manifestiert.

## Differentialdiagnose
Abzugrenzen sind:
- Stickler-Syndrom
- Goldmann-Favre-Syndrom
- ADNIV, Synonym: Autosomal-dominante neovaskuläre inflammatorische Vitreoretinopathie[7]
- ADVIRC, Synonym: Autosomal-dominante Vitreoretinochroidopathie[8]
- Familiäre exsudative Vitreoretinopathie
- Knobloch-Syndrom, Synonyme: Knobloch-Layer-Syndrom; Netzhautablösung – okzipitale Enzephalozele[9]
- Schneeflocken-Vitreoretinopathie[10]

## Therapie
Die Behandlung richtet sich gegen die Komplikationen.